# Osornogyndes tumifrons
Osornogyndes tumifrons is een hooiwagen uit de familie Gonyleptidae.